# Août 1875

## Événements
- 6 août : assassinat de Gabriel García Moreno, dictateur théocrate de l'Équateur alors qu’il se rendait à la cathédrale, et début d'une vague de libéralisme. La disparition du « président théocratique » laisse le pouvoir à l’oligarchie de la Sierra à laquelle s’opposent les planteurs et les négociants libéraux de la côte et de Guayaquil.
- 11 août, France : fondation de l'Institut catholique de Paris.

## Naissances
- 2 août, Albert Hickman, premier ministre de Terre Neuve.
- 21 août, Winnifred Eaton, auteur.
- 21 août : Maurice Auguste Lippens, homme d'État belge († 12 juillet 1956).
- 22 août, François Blais, homme politique fédéral provenant du Québec.
- 23 août : Eugène Lanceray, graphiste, peintre, sculpteur, mosaïste et illustrateur russe († 13 septembre 1946).
- 26 août, John Buchan, gouverneur général.

## Décès
- 4 août : Hans Christian Andersen, poète et auteur (° 1805).
- 19 août : Hermann Wilhelm Ebel, philologue allemand, spécialiste des langues celtiques (° 1820).
- 21 août : George Coles, premier ministre de l'Île-du-Prince-Édouard.
- 24 août : Louis-Michel Darveau, journaliste et critique littéraire.